# Second Division 2003-2004
La Football League Second Division 2003-2004 è stato il 77º campionato inglese di calcio di terza divisione, nonché il 12º ed ultimo con la denominazione di Second Division. Dalla stagione successiva, infatti, la competizione sarebbe stata ribattezzata con il nome di Football League One.

## Squadre partecipanti
| Squadra                | Città                           | Stadio                | Stagione precedente                                     |
| ---------------------- | ------------------------------- | --------------------- | ------------------------------------------------------- |
| Barnsley               | Barnsley                        | Oakwell Stadium       | 19º posto in Football League Second Division            |
| Blackpool              | Blackpool                       | Bloomfield Road       | 13º posto in Football League Second Division            |
| Bournemouth            | Bournemouth                     | Fitness First Stadium | 4º posto in Football League Third Division, promosso    |
| Brentford              | Londra (Hounslow)               | Griffin Park          | 16º posto in Football League Second Division            |
| Brighton & Hove Albion | Brighton & Hove                 | Withdean Stadium      | 23º posto in Football League First Division, retrocesso |
| Bristol City           | Bristol                         | Ashton Gate           | 3º posto in Football League Second Division             |
| Chesterfield           | Chesterfield                    | Saltergate            | 20º posto in Football League Second Division            |
| Colchester United      | Colchester                      | Layer Road            | 12º posto in Football League Second Division            |
| Grimsby Town           | Grimsby                         | Blundell Park         | 24º posto in Football League First Division, retrocesso |
| Hartlepool United      | Hartlepool                      | Victoria Park         | 2º posto in Football League Third Division, promosso    |
| Luton Town             | Luton                           | Kenilworth Road       | 9º posto in Football League Second Division             |
| Notts County           | Nottingham                      | Meadow Lane           | 15º posto in Football League Second Division            |
| Oldham Athletic        | Oldham                          | Boundary Park         | 5º posto in Football League Second Division             |
| Peterborough United    | Peterborough                    | London Road           | 11º posto in Football League Second Division            |
| Plymouth Argyle        | Plymouth                        | Home Park             | 8º posto in Football League Second Division             |
| Port Vale              | Stoke-on-Trent (Burslem)        | Vale Park             | 17º posto in Football League Second Division            |
| Queens Park Rangers    | Londra (Hammersmith and Fulham) | Loftus Road           | 4º posto in Football League Second Division             |
| Rushden & Diamonds     | Irthlingborough                 | Nene Park             | 1º posto in Football League Third Division, promosso    |
| Sheffield Wednesday    | Sheffield                       | Hillsborough Stadium  | 22º posto in Football League First Division, retrocesso |
| Stockport County       | Stockport                       | Edgeley Park          | 14º posto in Football League Second Division            |
| Swindon Town           | Swindon                         | County Ground         | 10º posto in Football League Second Division            |
| Tranmere Rovers        | Birkenhead                      | Prenton Park          | 7º posto in Football League Second Division             |
| Wrexham                | Wrexham                         | Racecourse Ground     | 3º posto in Football League Third Division, promosso    |
| Wycombe Wanderers      | High Wycombe                    | Adams Park            | 18º posto in Football League Second Division            |

## Classifica
|  | Pos. | Squadra            | Pt | G  | V  | N  | P  | GF | GS | DR  |
|  | ---- | ------------------ | -- | -- | -- | -- | -- | -- | -- | --- |
|  | 1.   | Plymouth           | 90 | 46 | 26 | 12 | 8  | 85 | 41 | +44 |
|  | 2.   | QPR                | 83 | 46 | 22 | 17 | 7  | 80 | 45 | +35 |
|  | 3.   | Bristol City       | 82 | 46 | 23 | 13 | 10 | 58 | 37 | +21 |
|  | 4.   | Brighton           | 77 | 46 | 22 | 11 | 13 | 64 | 43 | +21 |
|  | 5.   | Swindon Town       | 73 | 46 | 20 | 13 | 13 | 76 | 58 | +18 |
|  | 6.   | Hartlepool Utd     | 73 | 46 | 20 | 13 | 13 | 76 | 61 | +15 |
|  | 7.   | Port Vale          | 73 | 46 | 21 | 10 | 15 | 73 | 63 | +10 |
|  | 8.   | Tranmere           | 67 | 46 | 17 | 16 | 13 | 59 | 56 | +3  |
|  | 9.   | Bournemouth        | 66 | 46 | 17 | 15 | 14 | 56 | 51 | +5  |
|  | 10.  | Luton Town         | 66 | 46 | 17 | 15 | 14 | 69 | 66 | +3  |
|  | 11.  | Colchester Utd     | 64 | 46 | 17 | 13 | 16 | 52 | 56 | -4  |
|  | 12.  | Barnsley           | 62 | 46 | 15 | 17 | 14 | 54 | 58 | -4  |
|  | 13.  | Wrexham            | 60 | 46 | 17 | 9  | 20 | 50 | 60 | -10 |
|  | 14.  | Blackpool          | 59 | 46 | 16 | 11 | 19 | 58 | 65 | -7  |
|  | 15.  | Oldham Athletic    | 57 | 46 | 12 | 21 | 13 | 66 | 60 | +6  |
|  | 16.  | Sheffield Weds     | 53 | 46 | 13 | 14 | 19 | 48 | 64 | -16 |
|  | 17.  | Brentford          | 53 | 46 | 14 | 11 | 21 | 52 | 69 | -17 |
|  | 18.  | Peterborough Utd   | 52 | 46 | 12 | 16 | 18 | 58 | 58 | 0   |
|  | 19.  | Stockport County   | 52 | 46 | 11 | 19 | 16 | 62 | 70 | -8  |
|  | 20.  | Chesterfield       | 51 | 46 | 12 | 15 | 19 | 49 | 71 | -22 |
|  | 21.  | Grimsby Town       | 50 | 46 | 13 | 11 | 22 | 55 | 81 | -26 |
|  | 22.  | Rushden & Diamonds | 48 | 46 | 13 | 9  | 24 | 60 | 74 | -14 |
|  | 23.  | Notts County       | 42 | 46 | 10 | 12 | 24 | 50 | 78 | -28 |
|  | 24.  | Wycombe            | 37 | 46 | 6  | 19 | 21 | 50 | 75 | -25 |

Legenda:
      Promosso in Football League Championship 2004-2005.
  Ammesso ai play-off.
      Retrocesso in Football League Two 2004-2005.
Regolamento:
Tre punti a vittoria, uno a pareggio, zero a sconfitta.
In caso di arrivo di due o più squadre a pari punti, la graduatoria verrà stilata secondo i seguenti criteri:
- differenza reti
- maggior numero di gol segnati

Note:

Hartlepool United qualificato ai play off per miglior differenza reti rispetto all'ex aequo Port Vale.

## Spareggi

### Play-off

#### Tabellone
|  | Semifinali | Semifinali         | Semifinali | Semifinali | Semifinali |  |  | Finale | Finale       | Finale |  |
|  |            |                    |            |            |            |  |  |        |              |        |  |
|  | 6          | Hartlepool Utd     | 1          | 1          | 2          |  |  |        |              |        |  |
|  | 3          | Bristol City       | 1          | 2          | 3          |  |  | 3      | Bristol City | 0      |  |
|  | 5          | Swindon Town       | 0          | 2          | 2          |  |  | 4      | Brighton     | 1      |  |
|  | 4          | Brighton (4-3 dcr) | 1          | 1          | 2          |  |  |        |              |        |  |

#### Semifinali
|                        | Risultati     |                        | Luogo e data               |
| ---------------------- | ------------- | ---------------------- | -------------------------- |
| Hartlepool United      | 1-1           | Bristol City           | Hartlepool, 15 maggio 2004 |
| Bristol City           | 2-1           | Hartlepool United      | Bristol, 19 maggio 2004    |
|                        |               |                        |                            |
| Swindon Town           | 0-1           | Brighton & Hove Albion | Swindon, 16 maggio 2004    |
| Brighton & Hove Albion | 1-2 (4-3 dcr) | Swindon Town           | Brighton, 20 maggio 2004   |
|                        |               |                        |                            |

#### Finale
|              | Risultato |                        | Luogo e data                                 |
| ------------ | --------- | ---------------------- | -------------------------------------------- |
| Bristol City | 0-1       | Brighton & Hove Albion | Cardiff (Millennium Stadium), 30 maggio 2004 |
|              |           |                        |                                              |